# استكمال خارجي

مثال لتوضيح مسألة في الاستكمال الخارجي، وتتمثل في تعيين قيمة للمربع الأزرق عند قيمة ، مع الأخذ في الاعتبار القيم المعطاة باللون الأحمر

في الرياضيات، الاستكمال الخارجي أو الاستكمال من الخارج أو الاستيفاء أو التقدير الاستقرائي أو الاستقراء الخارجي أو الاستكمال بالاستقراء أو مجرد الاستكمال (بالإنجليزية: Extrapolation)، هو عملية استنباط واستخراج نقاط بيانية أخرى خارج مجال المجموعة المتقطعة من النقاط البيانية، فبينما يحاول الاستيفاء أو الاستكمال الداخلي Interpolation إيجاد نفاط بيانية جديدة ضمن مجال المجموعة المتقطعة من البيانات المعطاة يقوم الاستكمال بنفس العملية خارج هذا المجال.
هذا الفارق يجعل نتائج الاستكمال أقل دقة وأهمية من نتائج الاستيفاء.